# 安健
安健（1877年8月22日—1929年10月12日），字舜卿，又名舜钦，彝族，贵州郎岱人。
安健早年因反清而被通辑，于1905年逃亡日本，期间加入中国同盟会。回国后，于1914年加入中华革命党并任贵州支部负责人。讨袁斗争中，被任命为中华革命党贵州司令。1918年孙中山组织大元帅府时，出任大元帅府参议，后又任川边宣抚使。1923年回广州后，出任大本营谘议。北伐中，任第九军党代表兼政治部主任。1929年在昆明逝世。后被国民政府追赠为陆军上将。